# 4e étape du Tour d'Italie 2019
Pour un article plus général, voir Tour d'Italie 2019.
La 4e étape du Tour d'Italie 2019 se déroule le mardi 14 mai 2019, entre Orbetello et Frascati, sur une distance de 235 km.

## Parcours
Une nouvelle fois, l’étape sera longue (235 km) et nerveuse pour les coureurs car le parcours présente un profil légèrement accidenté. L’arrivée se fera à Frascati où la portion finale pourrait faire perdre quelques secondes aux leaders et la victoire devrait revenir à un puncheur avec des pentes à 5 % et un dernier kilomètre à 4 %.

## Déroulement de la course
La quatrième étape de ce Tour d'Italie est lancée à 11 h 34 avec 174 coureurs après le retrait de Sebastián Molano. Trois coureurs sont passés à l'attaque dès le départ : Marco Frapporti, Mirco Maestri et Damiano Cima. Ils comptaient déjà plus de 1 minute après 4 km et plus de 8 minutes après 13 km. Dans la seule côte de la journée, c'est Frapporti qui est passé en tête mais sans être inquiétant pour le leader du classement, l'écart au sommet était de près de 12 minutes. Peu après 13 h, l'écart a largement diminué entre les deux groupes et les équipes Groupama-FDJ, Lotto Soudal et Astana roulent. La vitesse moyenne de la troisième heure de course était de 36,2 km/h et les échappés avaient 5 minutes 55 secondes à 124 km de l'arrivée.
Le premier sprint intermédiaire est remporté par Mirco Maestri devant Damiano Cima alors que dans le peloton, Arnaud Démare prend quelques points et se rapproche du nombre de points de Fernando Gaviria. L'écart remonte à 9 minutes mais la Bora réagit rapidement et régule l'allure, il n'y a plus que 6 minutes 25 à 70 km. Cima remporte le second sprint et prend quelques secondes de bonifications mais l'écart se réduit à nouveau (3 minutes à 32 km de l'arrivée à Frascati). Il n'y a plus que deux coureurs en tête (Cima s'étant relevé pour pouvoir faire d'autres échappés). Dans les quinze derniers kilomètres, l'échappée se fait reprendre alors qu'une chute a lieu dans le peloton (Tobias Ludvigsson, Victor Campenaerts, James Knox sont allés au sol) puis quelques minutes plus tard, une autre chute, cette fois plus importante, à 6 kilomètres de l'arrivée a lieu où de nombreux coureurs sont touchés dont Salvatore Puccio et surtout le Néerlandais Tom Dumoulin, un des principaux favoris au départ à Bologne. Le peloton n'est alors plus composé que d'une dizaine de coureurs. Seulement 7 coureurs se disputent le sprint et c'est Richard Carapaz qui lance le sprint de loin et résiste au retour de Caleb Ewan et s'impose. Le second groupe franchit la ligne à 18 secondes  et Tom Dumoulin, qui a chuté, perd plus de 4 minutes 04. Primož Roglič conserve son maillot rose et reprend même du temps sur les autres favoris et Pascal Ackermann récupère son maillot cyclamen après sa belle 4ème place.

## Résultats

### Classement de l'étape
| \| Classement de l'étape \| Classement de l'étape \| Classement de l'étape \| Classement de l'étape \| Classement de l'étape \| \| Coureur \| Coureur \| Pays \| Équipe \| Temps \| \| --------------------- \| --------------------- \| --------------------- \| --------------------- \| --------------------- \| \| 1er \| Richard Carapaz \| Équateur \| Movistar Team \| 5 h 58 min 17 s \| \| 2e \| Caleb Ewan \| Australie \| Lotto-Soudal \| + 0 s \| \| 3e \| Diego Ulissi \| Italie \| UAE Team Emirates \| + 0 s \| \| 4e \| Pascal Ackermann \| Allemagne \| Bora-Hansgrohe \| + 2 s \| \| 5e \| Florian Sénéchal \| France \| Deceuninck-Quick Step \| + 2 s \| \| 6e \| Primož Roglič \| Slovénie \| Team Jumbo-Visma \| + 2 s \| \| 7e \| Valerio Conti \| Italie \| UAE Team Emirates \| + 14 s \| \| 8e \| Miguel Ángel López \| Colombie \| Astana \| + 18 s \| \| 9e \| Arnaud Démare \| France \| Groupama-FDJ \| + 18 s \| \| 10e \| Simon Yates \| Royaume-Uni \| Mitchelton-Scott \| + 18 s \| |                    |             |                       |                 |
| |                    |             |                       |                 |
| Source : ProCyclingStats |                    |             |                       |                 |
| Classement de l'étape |                    |             |                       |                 |
| Coureur | Coureur            | Pays        | Équipe                | Temps           |
| 1er | Richard Carapaz    | Équateur    | Movistar Team         | 5 h 58 min 17 s |
| 2e | Caleb Ewan         | Australie   | Lotto-Soudal          | + 0 s           |
| 3e | Diego Ulissi       | Italie      | UAE Team Emirates     | + 0 s           |
| 4e | Pascal Ackermann   | Allemagne   | Bora-Hansgrohe        | + 2 s           |
| 5e | Florian Sénéchal   | France      | Deceuninck-Quick Step | + 2 s           |
| 6e | Primož Roglič      | Slovénie    | Team Jumbo-Visma      | + 2 s           |
| 7e | Valerio Conti      | Italie      | UAE Team Emirates     | + 14 s          |
| 8e | Miguel Ángel López | Colombie    | Astana                | + 18 s          |
| 9e | Arnaud Démare      | France      | Groupama-FDJ          | + 18 s          |
| 10e | Simon Yates        | Royaume-Uni | Mitchelton-Scott      | + 18 s          |

## Classements à l'issue de l'étape

### Classement général
| \| Classement général \| Classement général \| Classement général \| Classement général \| Classement général \| \| Coureur \| Coureur \| Pays \| Équipe \| Temps \| \| ------------------ \| ------------------ \| ------------------ \| --------------------- \| ------------------ \| \| 1er \| Primož Roglič \| Slovénie \| Team Jumbo-Visma \| 16 h 19 min 20 s \| \| 2e \| Simon Yates \| Royaume-Uni \| Mitchelton-Scott \| + 35 s \| \| 3e \| Vincenzo Nibali \| Italie \| Bahrain-Merida \| + 39 s \| \| 4e \| Miguel Ángel López \| Colombie \| Astana \| + 44 s \| \| 5e \| Diego Ulissi \| Italie \| UAE Team Emirates \| + 44 s \| \| 6e \| Rafał Majka \| Pologne \| Bora-Hansgrohe \| + 49 s \| \| 7e \| Bauke Mollema \| Pays-Bas \| Trek-Segafredo \| + 55 s \| \| 8e \| Damiano Caruso \| Italie \| Bahrain-Merida \| + 56 s \| \| 9e \| Bob Jungels \| Luxembourg \| Deceuninck-Quick Step \| + 1 min 02 s \| \| 10e \| Davide Formolo \| Italie \| Bora-Hansgrohe \| + 1 min 06 s \| |                    |             |                       |                  |
| |                    |             |                       |                  |
| Source : ProCyclingStats |                    |             |                       |                  |
| Classement général |                    |             |                       |                  |
| Coureur | Coureur            | Pays        | Équipe                | Temps            |
| 1er | Primož Roglič      | Slovénie    | Team Jumbo-Visma      | 16 h 19 min 20 s |
| 2e | Simon Yates        | Royaume-Uni | Mitchelton-Scott      | + 35 s           |
| 3e | Vincenzo Nibali    | Italie      | Bahrain-Merida        | + 39 s           |
| 4e | Miguel Ángel López | Colombie    | Astana                | + 44 s           |
| 5e | Diego Ulissi       | Italie      | UAE Team Emirates     | + 44 s           |
| 6e | Rafał Majka        | Pologne     | Bora-Hansgrohe        | + 49 s           |
| 7e | Bauke Mollema      | Pays-Bas    | Trek-Segafredo        | + 55 s           |
| 8e | Damiano Caruso     | Italie      | Bahrain-Merida        | + 56 s           |
| 9e | Bob Jungels        | Luxembourg  | Deceuninck-Quick Step | + 1 min 02 s     |
| 10e | Davide Formolo     | Italie      | Bora-Hansgrohe        | + 1 min 06 s     |

| Classement par points | Classement par points | Classement par points | Classement par points | Classement par points |
| Coureur               | Coureur               | Pays                  | Équipe                | Points                |
| --------------------- | --------------------- | --------------------- | --------------------- | --------------------- |
| 1er                   | Pascal Ackermann      | Allemagne             | Bora-Hansgrohe        | 68 pts                |
| 2e                    | Arnaud Démare         | France                | Groupama-FDJ          | 61 pts                |
| 3e                    | Fernando Gaviria      | Colombie              | UAE Team Emirates     | 58 pts                |
| 4e                    | Richard Carapaz       | Équateur              | Movistar Team         | 50 pts                |
| 5e                    | Caleb Ewan            | Australie             | Lotto-Soudal          | 48 pts                |
| 6e                    | Primož Roglič         | Slovénie              | Team Jumbo-Visma      | 27 pts                |
| 7e                    | Diego Ulissi          | Italie                | UAE Team Emirates     | 25 pts                |
| 8e                    | Simon Yates           | Royaume-Uni           | Mitchelton-Scott      | 23 pts                |
| 9e                    | Miguel Ángel López    | Colombie              | Astana                | 21 pts                |
| 10e                   | Florian Sénéchal      | France                | Deceuninck-Quick Step | 19 pts                |

| Classement par points | Classement par points | Classement par points | Classement par points | Classement par points |
| Coureur               | Coureur               | Pays                  | Équipe                | Points                |
| --------------------- | --------------------- | --------------------- | --------------------- | --------------------- |
| 1er                   | Pascal Ackermann      | Allemagne             | Bora-Hansgrohe        | 68 pts                |
| 2e                    | Arnaud Démare         | France                | Groupama-FDJ          | 61 pts                |
| 3e                    | Fernando Gaviria      | Colombie              | UAE Team Emirates     | 58 pts                |
| 4e                    | Richard Carapaz       | Équateur              | Movistar Team         | 50 pts                |
| 5e                    | Caleb Ewan            | Australie             | Lotto-Soudal          | 48 pts                |
| 6e                    | Primož Roglič         | Slovénie              | Team Jumbo-Visma      | 27 pts                |
| 7e                    | Diego Ulissi          | Italie                | UAE Team Emirates     | 25 pts                |
| 8e                    | Simon Yates           | Royaume-Uni           | Mitchelton-Scott      | 23 pts                |
| 9e                    | Miguel Ángel López    | Colombie              | Astana                | 21 pts                |
| 10e                   | Florian Sénéchal      | France                | Deceuninck-Quick Step | 19 pts                |

| Classement de la montagne | Classement de la montagne | Classement de la montagne | Classement de la montagne   | Classement de la montagne |
| Coureur                   | Coureur                   | Pays                      | Équipe                      | Points                    |
| ------------------------- | ------------------------- | ------------------------- | --------------------------- | ------------------------- |
| 1er                       | Giulio Ciccone            | Italie                    | Trek-Segafredo              | 24 pts                    |
| 2e                        | François Bidard           | France                    | AG2R La Mondiale            | 6 pts                     |
| 3e                        | Marco Frapporti           | Italie                    | Androni Giocattoli-Sidermec | 4 pts                     |
| 4e                        | Primož Roglič             | Slovénie                  | Team Jumbo-Visma            | 4 pts                     |
| 5e                        | Łukasz Owsian             | Pologne                   | CCC Team                    | 3 pts                     |
| 6e                        | Simon Yates               | Royaume-Uni               | Mitchelton-Scott            | 2 pts                     |
| 7e                        | Mirco Maestri             | Italie                    | Bardiani CSF                | 2 pts                     |
| 8e                        | Rafał Majka               | Pologne                   | Bora-Hansgrohe              | 1 pt                      |
| 9e                        | Paul Martens              | Allemagne                 | Team Jumbo-Visma            | 1 pt                      |
| 10e                       | Koen Bouwman              | Pays-Bas                  | Team Jumbo-Visma            | 1 pt                      |

| Classement de la montagne | Classement de la montagne | Classement de la montagne | Classement de la montagne   | Classement de la montagne |
| Coureur                   | Coureur                   | Pays                      | Équipe                      | Points                    |
| ------------------------- | ------------------------- | ------------------------- | --------------------------- | ------------------------- |
| 1er                       | Giulio Ciccone            | Italie                    | Trek-Segafredo              | 24 pts                    |
| 2e                        | François Bidard           | France                    | AG2R La Mondiale            | 6 pts                     |
| 3e                        | Marco Frapporti           | Italie                    | Androni Giocattoli-Sidermec | 4 pts                     |
| 4e                        | Primož Roglič             | Slovénie                  | Team Jumbo-Visma            | 4 pts                     |
| 5e                        | Łukasz Owsian             | Pologne                   | CCC Team                    | 3 pts                     |
| 6e                        | Simon Yates               | Royaume-Uni               | Mitchelton-Scott            | 2 pts                     |
| 7e                        | Mirco Maestri             | Italie                    | Bardiani CSF                | 2 pts                     |
| 8e                        | Rafał Majka               | Pologne                   | Bora-Hansgrohe              | 1 pt                      |
| 9e                        | Paul Martens              | Allemagne                 | Team Jumbo-Visma            | 1 pt                      |
| 10e                       | Koen Bouwman              | Pays-Bas                  | Team Jumbo-Visma            | 1 pt                      |

| Classement du meilleur jeune | Classement du meilleur jeune | Classement du meilleur jeune | Classement du meilleur jeune | Classement du meilleur jeune |
| Coureur                      | Coureur                      | Pays                         | Équipe                       | Temps                        |
| ---------------------------- | ---------------------------- | ---------------------------- | ---------------------------- | ---------------------------- |
| 1er                          | Miguel Ángel López           | Colombie                     | Astana                       | 16 h 20 min 04 s             |
| 2e                           | Hugh Carthy                  | Royaume-Uni                  | EF Education First           | + 32 s                       |
| 3e                           | Pavel Sivakov                | Russie                       | Team Ineos                   | + 40 s                       |
| 4e                           | Pascal Ackermann             | Allemagne                    | Bora-Hansgrohe               | + 1 min 03 s                 |
| 5e                           | Tao Geoghegan Hart           | Royaume-Uni                  | Team Ineos                   | + 1 min 35 s                 |
| 6e                           | Caleb Ewan                   | Australie                    | Lotto-Soudal                 | + 1 min 42 s                 |
| 7e                           | Giovanni Carboni             | Italie                       | Bardiani CSF                 | + 2 min 09 s                 |
| 8e                           | Ben O'Connor                 | Australie                    | Dimension Data               | + 2 min 15 s                 |
| 9e                           | Nans Peters                  | France                       | AG2R La Mondiale             | + 2 min 23 s                 |
| 10e                          | Valentin Madouas             | France                       | Groupama-FDJ                 | + 2 min 36 s                 |

| Classement du meilleur jeune | Classement du meilleur jeune | Classement du meilleur jeune | Classement du meilleur jeune | Classement du meilleur jeune |
| Coureur                      | Coureur                      | Pays                         | Équipe                       | Temps                        |
| ---------------------------- | ---------------------------- | ---------------------------- | ---------------------------- | ---------------------------- |
| 1er                          | Miguel Ángel López           | Colombie                     | Astana                       | 16 h 20 min 04 s             |
| 2e                           | Hugh Carthy                  | Royaume-Uni                  | EF Education First           | + 32 s                       |
| 3e                           | Pavel Sivakov                | Russie                       | Team Ineos                   | + 40 s                       |
| 4e                           | Pascal Ackermann             | Allemagne                    | Bora-Hansgrohe               | + 1 min 03 s                 |
| 5e                           | Tao Geoghegan Hart           | Royaume-Uni                  | Team Ineos                   | + 1 min 35 s                 |
| 6e                           | Caleb Ewan                   | Australie                    | Lotto-Soudal                 | + 1 min 42 s                 |
| 7e                           | Giovanni Carboni             | Italie                       | Bardiani CSF                 | + 2 min 09 s                 |
| 8e                           | Ben O'Connor                 | Australie                    | Dimension Data               | + 2 min 15 s                 |
| 9e                           | Nans Peters                  | France                       | AG2R La Mondiale             | + 2 min 23 s                 |
| 10e                          | Valentin Madouas             | France                       | Groupama-FDJ                 | + 2 min 36 s                 |

| Classement par équipes | Classement par équipes      | Classement par équipes | Classement par équipes |
| Équipe                 | Équipe                      | Pays                   | Temps                  |
| ---------------------- | --------------------------- | ---------------------- | ---------------------- |
| 1re                    | Bora-hansgrohe              | Allemagne              | 49 h 00 min 54 s       |
| 2e                     | Mitchelton-Scott            | Australie              | + 29 s                 |
| 3e                     | UAE Team Emirates           | Émirats arabes unis    | + 36 s                 |
| 4e                     | Astana                      | Kazakhstan             | + 47 s                 |
| 5e                     | Deceuninck-Quick Step       | Belgique               | + 1 min 26 s           |
| 6e                     | EF Education First          | États-Unis             | + 2 min 09 s           |
| 7e                     | Bahrain-Merida              | Bahreïn                | + 2 min 19 s           |
| 8e                     | Movistar Team               | Espagne                | + 2 min 52 s           |
| 9e                     | AG2R La Mondiale            | France                 | + 3 min 13 s           |
| 10e                    | Androni Giocattoli-Sidermec | Italie                 | + 3 min 52 s           |

| Classement par équipes | Classement par équipes      | Classement par équipes | Classement par équipes |
| Équipe                 | Équipe                      | Pays                   | Temps                  |
| ---------------------- | --------------------------- | ---------------------- | ---------------------- |
| 1re                    | Bora-hansgrohe              | Allemagne              | 49 h 00 min 54 s       |
| 2e                     | Mitchelton-Scott            | Australie              | + 29 s                 |
| 3e                     | UAE Team Emirates           | Émirats arabes unis    | + 36 s                 |
| 4e                     | Astana                      | Kazakhstan             | + 47 s                 |
| 5e                     | Deceuninck-Quick Step       | Belgique               | + 1 min 26 s           |
| 6e                     | EF Education First          | États-Unis             | + 2 min 09 s           |
| 7e                     | Bahrain-Merida              | Bahreïn                | + 2 min 19 s           |
| 8e                     | Movistar Team               | Espagne                | + 2 min 52 s           |
| 9e                     | AG2R La Mondiale            | France                 | + 3 min 13 s           |
| 10e                    | Androni Giocattoli-Sidermec | Italie                 | + 3 min 52 s           |

## Abandons
- Matti Breschel (EF Education First) : abandon[1]
- Sebastián Molano (UAE Team Emirates) : non-partant[2]
- Daniel Navarro (Katusha-Alpecin) : abandon[3]